# Сочени (Долж)
Сочени (рум. Soceni) насеље је у Румунији у округу Долж у општини Талпаш. Oпштина се налази на надморској висини од 219 m.

## Становништво
Према подацима из 2002. године у насељу је живело 465 становника, од којих су сви румунске националности.